# João Gualberto Martins da Costa
João Gualberto Martins da Costa, primeiro e único barão de São José da Lagoa (Nova Era  — Florália, 27 de fevereiro de 1897) foi um fazendeiro e empreendedorbrasileiro.
Proprietário de terras em Minas Gerais, criador de gado, foi dono de casas comerciais em Ouro Preto, São Domingos do Prata e Lagoa. Foi também juiz de paz e chefe político de grande prestígio na região de Nova Era. 
Foi agraciado barão em 10 de agosto de 1889.
O Coronel João Gualberto Martins da Costa. Nasceu na Fazenda da Figueira(hoje Nova Era). Estudou no colégio do Caraça. Foi homem de atividade poliforma. No volume III da Revista do Arquivo Público Mineiro, lemos que ele sustentava e acoroçoava todo ramo de indústrias, comprava tudo quanto produziam as classes trabalhadoras; sua fazenda era uma constante feira comercial abastecida de tudo; criava em alta escala gado vacum, cavalar e muar além de ter plantas em parceria. Nunca trabalhou com braço escravo. Manteve casas comerciais em Ouro Preto, São Domingos do Prata e Lagoa. Industrial, meteu-se até em siderurgia. E Pandiá Calógeras quem nos dá esta informação no seu livro: As minas do Brasil e sua legislação e na Revista do Instituto Histórico e Geográfico de SP. Falando sobre o ferro, esse notável engenheiro, grande estadista e grave historiador, entre outras teve estas palavras: "A fábrica no arraial de Santa Rita Durão, no Município de Mariana, foi projetada e construída em menos de um ano pelo Dr. Ernesto Betim Paes Leme, em 1893, por conta de uma associação de que faziam para ele próprio, o Cel. João Gualberto Martins da Costa e José Gomes de Almeida Cota...Do Cel. João Gualberto Martins da Costa sabemos ainda que foi Juiz de Paz em sua terra durante muitos anos, ao tempo do segundo Império. Nesse posto, valendo-se desempenhada coragem de atitudes e sustentando com toda força moral, pelo alto pessoal do distrito, guerreou com toda vantagem a ociosidade e vagabundagem quando apareciam. Foi também chefe político de grande prestígio na região de Piracicaba (São José da Lagoa,atualmente município de Nova Era - MG). E estimado pelas qualidades de caráter de coração. Antes mesmo da proclamação da República já era republicano. Eis o que Xavier da Veiga, no Vol. I da Efemérides Mineiras, págs. 262, escreveu sobre o Cel.: 
"Fora no passado regime agraciado com o título de Barão de São José da Lagoa, título que não aceitou, por já então serem as suas idéias políticas contrarias ao sistema monárquico. 
Desde muito a República devia-lhe, pois, valiosos serviços." Não concordou com a política de Floriano,. Por isso chegou a receber uma advertência do Marechal. Uma ameaça, diríamos melhor. Faleceu em Rio São Francisco (hoje Florália) aos 27 de fevereiro de 1897. Os seus ossos repousam na Igreja Matriz de São José da Lagoa, ali bem perto do Altar Mór.